# 土田昭彦
土田 昭彦（つちだ あきひこ、1959年4月28日 - ）は、日本の裁判官、検察官。金融庁証券取引等監視委員会事務局次長、福島地方裁判所所長等を経て、東京高等裁判所部総括判事を務めた。

## 人物・経歴
山口県出身。中央大学卒業後、1987年裁判官任官。東京地方裁判所判事補、和歌山地方裁判所判事補、福島地方裁判所郡山支部判事補、東京地方裁判所判事、青森地方裁判所弘前支部長等を経て、2007年法務省名古屋法務局訟務部長、名古屋地方検察庁検事。2010年法務省東京法務局訟務部長、東京高等検察庁検事。2012年東京高等裁判所判事。2013年東京地方裁判所部総括判事。2015年金融庁証券取引等監視委員会事務局次長、東京高等検察庁検事。2017年東京高等裁判所判事、東京簡易裁判所判事。2018年秋田地方裁判所長及び秋田家庭裁判所長、秋田簡易裁判所判事。2020年福島地方裁判所所長、福島簡易裁判所判事。2021年名古屋高等裁判所部総括判事、名古屋簡易裁判所判事。2023年東京高等裁判所部総括判事、東京簡易裁判所判事。2024年定年退官、川崎簡易裁判所判事。

## 裁判
- ファーストリテイリングが文芸春秋社を名誉棄損で訴えた訴訟で、「月300時間以上働いていると本で証言した現役店長の話は信頼性が高い」として、請求を棄却した[13]。